# Desert Rock

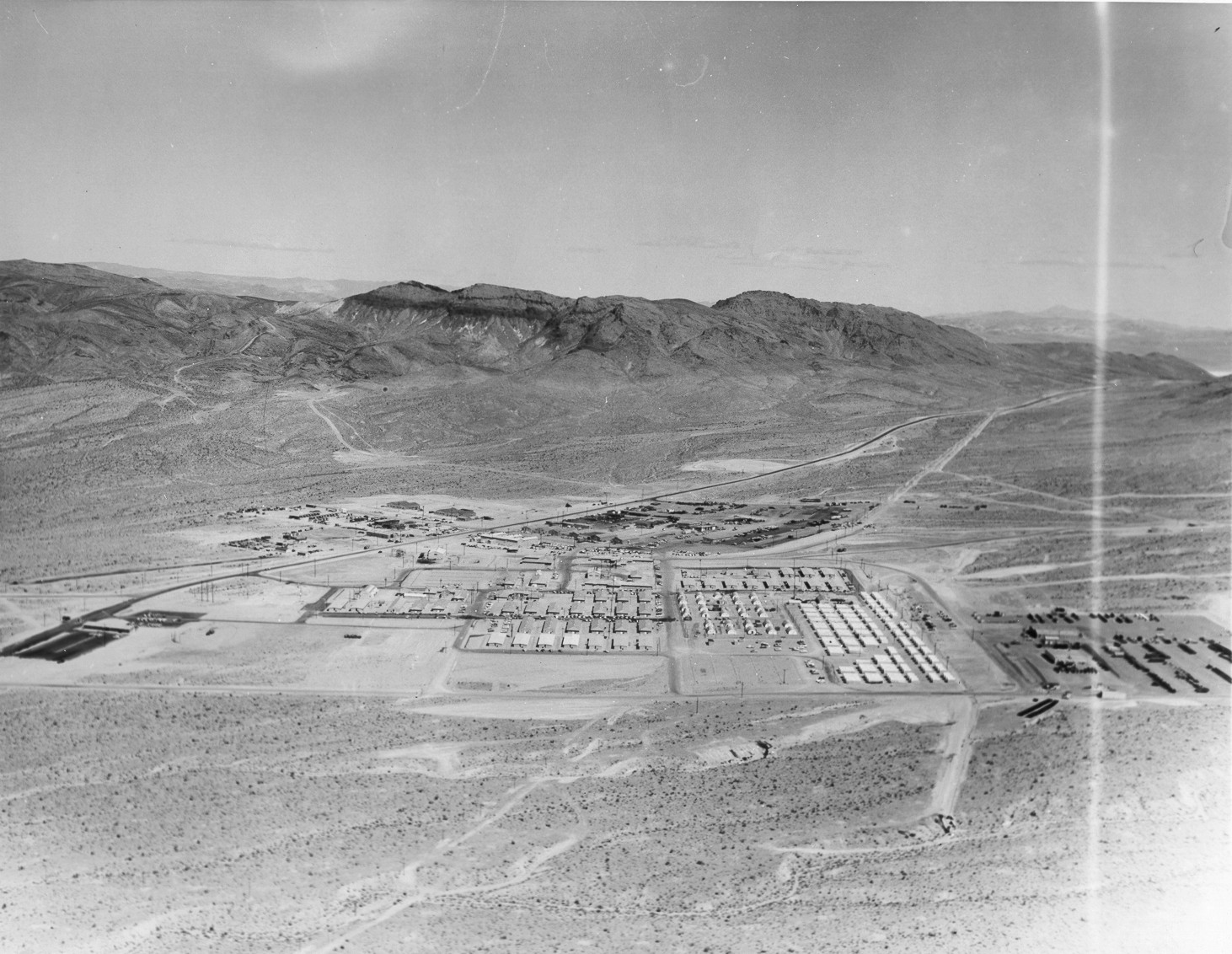
Вид с воздуха на военный городок Меркури

Дезерт Рок (англ. Desert Rock) — кодовое имя серии войсковых учений, проведённых вооруженными силами США с использованием ядерного оружия. Учения проходили на ядерном полигоне в Неваде с 1951 по 1957 год.
Целью учений была тренировка войск и обретение практического опыта проведения военных операций в условиях применения ядерного оружия. Они включали в себя программы наблюдения за ядерным взрывом, тактические манёвры в зоне воздействия ядерного взрыва и изучение поражающих факторов.
Для проведения учений в 1951 году в полутора милях к югу от городка Меркури был построен другой военный городок Дезерт Рок. Он использовался для размещения войск и оборудования вплоть до 1964 года.

## Список учений серии Дезерт Рок

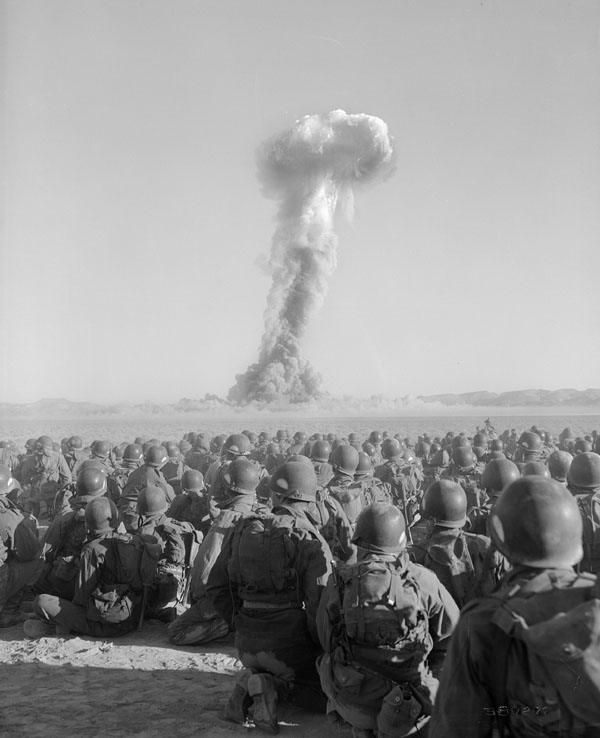
Войска наблюдают за ядерным взрывом во время учений Desert Rock I — 1 ноября 1951 г.

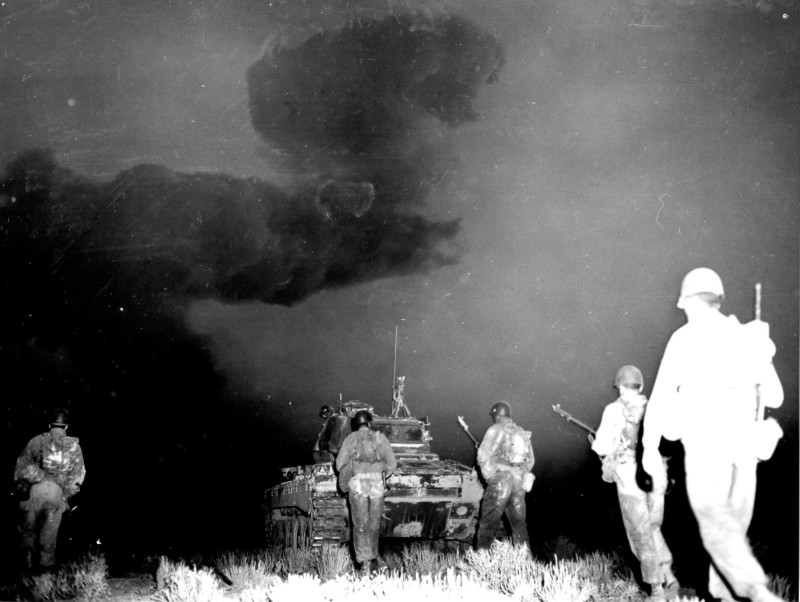
Передвижение войск во время учений Desert Rock IV — 1 июня 1952 г.

| Название учения        | Название ядерного испытания или серии испытаний | Даты                           | Количество участников |
| ---------------------- | ----------------------------------------------- | ------------------------------ | --------------------- |
| Desert Rock I, II, III | Операция «Buster-Jangle»                        | 22 октября — 22 ноября 1951 г. | 16 500                |
| Desert Rock I          | Dog                                             | 1 ноября 1951 г.               |                       |
| Desert Rock II         | Jangle                                          | 19 ноября 1951 г.              |                       |
| Desert Rock III        | Uncle                                           | 29 ноября 1951 г.              |                       |
| Desert Rock IV         | Операция «Tumbler-Snapper»                      | 1 апреля — 5 июня 1952 г.      | 17 400                |
| Desert Rock V          | Операция «Upshot-Knothole»                      | 17 марта — 4 июня 1953 г.      | 17 000                |
| Desert Rock VI         | Операция «Teapot»                               | 18 февраля — 15 мая 1955 г.    | 18 000                |
| Desert Rock VII, VIII  | Операция «Plumbbob»                             | 24 апреля — 7 октября 1957 г.  | 14 000                |
| Итого                  |                                                 |                                | 82 900                |

## Desert Rock I, II, III
Программы наблюдения за ядерными взрывами осуществлялись при взрывах под кодовым названием DOG, SUGAR и UNCLE (всего в ходе операции Buster-Jangle было произведено 7 ядерных взрывов). Тактические манёвры войск были проведены после взрыва DOG. Исследования воздействия поражающих факторов на военную технику и полевые укрепления проводились во время всех вышеупомянутых трёх испытаний.

## Desert Rock IV
Программы наблюдения осуществлялись при взрывах CHARLIE, DOG, FOX и GEORGE (всего в ходе операции Tumbler-Snapper было произведено 8 ядерных взрывов). Тактические манёвры проводились после взрывов CHARLIE, DOG и GEORGE. Также во время указанных трёх взрывов проводились психологические исследования с целью изучить реакцию военнослужащих на ядерный взрыв.

## Desert Rock V
В ходе серии испытаний Upshot-Knothole было произведено 11 ядерных взрывов, в том числе испытание 280-мм «ядерной пушки» Grable и взрыв чрезвычайно «грязного» ядерного заряда. В рамках учений Desert Rock V проводилась отработка различных элементов профессиональной подготовки войск, тактические манёвры, вертолётные учения и исследование воздействия поражающих факторов ядерного взрыва. В общей сложности в этих учениях — самых масштабных такого рода в США — приняли участие свыше 21 тысячи человек.

## Desert Rock VI
Программы наблюдения осуществлялись при взрывах WASP, MOTH, TESLA, TURK, BEE, ESS, APPLE 1 и APPLE 2. Тактические манёвры войск проводились после взрывов BEE и APPLE 2. Исследование воздействия поражающих факторов на технику проводились во время взрывов WASP, MOTH, TESLA, TURK, BEE, ESS, APPLE 1, WASP PRIME, MET и APPLE 2.
При взрыве APPLE 2 проводилось также учение RAZOR, заключавшееся в атаке танкового батальона на цель непосредственно после её поражения ядерным взрывом.

## Desert Rock VII, VIII
Тактические манёвры войск проводились после взрывов HOOD, SMOKY и GALILEO (всего в ходе операции Plumbbob было произведено 29 ядерных взрывов). Во время взрыва HOOD соединение морской пехоты проводило учения по аэромобильной транспортировке войск с использованием вертолётов при поддержке тактической авиации. Во время взрыва SMOKY учения с использованием вертолётов проводило соединение сухопутных войск. Во время взрыва GALILEO проводились психологические исследования солдат с целью определения их реакции на ядерный взрыв.